# Європейський стабілізаційний механізм
Європе́йський стабілізаці́йний механі́зм (ЄСМ) — міжурядова організація, розташована в місті Люксембург, яка діє згідно з міжнародним публічним правом для всіх держав-членів єврозони, які ратифікували спеціальний міжурядовий договір ЄСМ. Він був створений 27 вересня 2012 року як постійний брандмауер для єврозони, щоб захистити та надати миттєвий доступ до програм фінансової допомоги державам-членам єврозони, які перебувають у фінансових труднощах, з максимальною кредитною спроможністю 500 мільярдів євро. Він замінив дві попередні програми тимчасового фінансування ЄС: Європейський фонд фінансової стабільности (EFSF) і Європейський механізм фінансової стабілізації (EFSM).

## Огляд
Договір про створення Європейського стабілізаційного механізму передбачав, що організація буде створена, якщо держави-члени, які представляють 90% її потреб у капіталі, ратифікують установчий договір. Цей поріг було перевищено після завершення Німеччиною процесу ратифікації 27 вересня 2012 року, що призвело до того, що угода набула чинности в цей день для шістнадцяти із сімнадцяти членів єврозони. Інша держава, Естонія, яка взяла лише 0,19% капіталу, завершила ратифікацію 4 жовтня 2012 року. Окремий договір, який вносить зміни до статті 136 Договору про функціонування Європейського Союзу (ДФЄС), щоб дозволити створення ЄСМ відповідно до права ЄС, мав набути чинности 1 січня 2013 року. Однак остання з 27 держав-членів Європейського Союзу, яка завершила ратифікацію цієї поправки, Чехія, зробила це лише 23 квітня 2013 року, відклавши набуття чинности до 1 травня 2013 року.
ЄСМ розпочав свою діяльність після установчого засідання 8 жовтня 2012 року. Перші 40% сплаченого капіталу було перераховано всіма державами-членами ЄСМ до 12 жовтня 2012 року, встановленого договором. Держави-члени ЄСМ можуть подати заявку на допомогу, якщо вони зазнають фінансових труднощів або їхній фінансовий сектор є загрозою стабільності та потребує рекапіталізації. Порятунок ЄСМ надається за умови підписання державами-членами меморандуму про взаєморозуміння, в якому викладено програму необхідних реформ або фіскальної консолідації, які мають бути здійснені для відновлення фінансової стабільности. Ще однією передумовою для отримання допомоги ЄСМ є те, що держава-член має ратифікувати Європейський фіскальний пакт. Під час подання заявки на підтримку ЄСМ так звана Трійка (Європейська комісія, ЄЦБ і МВФ) аналізує та оцінює відповідну країну з усіх відповідних питань фінансової стабільности, щоб вирішити, яку з п’яти різних програм підтримки їй слід запропонувати.
Станом на квітень 2013 року ЄМС схвалив дві програми фінансової допомоги (FAFA), із виділенням до 100 мільярдів євро на рекапіталізацію іспанських банків і 9 мільярдів євро для виплат для Кіпру для програми допомоги суверенній державі. Рекапіталізація кіпрського банку була профінансована шляхом конвертації банківських депозитів у капітал.

## Історія
Після європейської кризи суверенного боргу, яка призвела до позичання грошей державам ЄС, виникло бажання реформувати функціонування єврозони у випадку кризи. Це призвело до створення, серед іншого, механізму позики: Європейського фонду фінансової стабільности (EFSF) та Європейського механізму фінансової стабільности (EFSM). Вони, разом із Міжнародним валютним фондом, позичали гроші державам ЄС, які опинились у скруті, так само, як Європейський центральний банк може позичати гроші європейським банкам. Однак EFSF і EFSM були призначені лише як тимчасовий захід (термін дії закінчився в 2013 році), частково через відсутність правової основи в договорах ЄС.
Щоб вирішити цю проблему, уряд Німеччини вважав, що потрібна поправка до договору. Після складної ратифікації Лісабонського договору багато держав і державних діячів виступили проти повторного внесення поправок до договору, а британський уряд виступає проти змін, які стосуються Сполученого Королівства. Однак, отримавши підтримку президента Франції Ніколя Саркозі, Німеччина отримала підтримку Європейської Ради в жовтні 2010 року щодо нового договору. Мінімальною поправкою було б посилення санкцій і створення постійного механізму кредитування. Це не виконувало б вимогу Німеччини щодо позбавлення права голосу як санкції, оскільки це вимагало б глибших поправок до договору. Договір буде розроблений таким чином, щоб не було потреби в референдумах, забезпечуючи основу для швидкого процесу ратифікації з метою його повної ратифікації та набуття чинности в липні 2012 року. У цьому випадку він мав співіснувати з механізмом тимчасового кредитування (EFSF) протягом одного року, оскільки термін дії EFSF як рятувальний механізм закінчувався лише 1 липня 2013 року.

## Договірна основа

### Поправка до статті 136 ДФЄС
16 грудня 2010 року Європейська Рада погодила дворядкову поправку до статті 136 Договору про функціонування Європейського Союзу, яка надала б ЄСМ юридичної легітимности і була розроблена, щоб уникнути будь-яких референдумів. Поправка просто змінює договори ЄС, щоб дозволити створити постійний механізм. У березні наступного року лідери також погодилися на окрему угоду лише для єврозони, яка створить сам ЄСМ.
У березні 2011 року Європейський парламент схвалив поправку до договору після отримання запевнень, що Європейська комісія, а не країни ЄС, відіграватиме «центральну роль» у керуванні ESM, незважаючи на те, що раніше вона хотіла бути більш залученою і був підписаний усіма 27 державами-членами ЄС 25 березня 2011 року. Поправка говорить:
|  | Держави-члени, валютою яких є євро, можуть створити механізм стабільності, який активується, якщо це необхідно для забезпечення стабільності єврозони в цілому. Надання будь-якої необхідної фінансової допомоги в рамках цього механізму буде здійснюватися за суворих умов. |

Поправка дозволяє країнам єврозони створити механізм стабільности для захисту спільної валюти в рамках законодавства ЄС. Це означає, що існуючий міжурядовий договір, який встановив ЄСМ поза межами ЄС і набув чинности 27 вересня 2012 року, згодом може бути транспонований, щоб стати частиною ЄС, як тільки ця поправка до статті 136 ДФЄС набуде чинности. ЄСМ, створений міжурядовою угодою, був розроблений таким чином, щоб повністю відповідати чинному законодавству ЄС, і Суд Справедливости у листопаді 2012 року постановив, що «право держави-члена на укладення та ратифікацію Договору про ЄСМ не залежить від набуття чинности» поправкою до ДФЄС. Поправка до ДФЄС набула чинности 1 травня 2013 року, після того як Чехія стала останньою державою-членом, яка ратифікувала угоду відповідно до своїх конституційних вимог.

### Договір про створення Європейського стабілізаційного механізму
На додаток до договору про «поправку до ДФЄС», сам ЄСМ був створений договором між державами єврозони під назвою «Договір про створення Європейського стабілізаційного механізму», який визначає деталі функціонування ЄСМ. Формально було підписано два договори з такою назвою: один 11 липня 2011 року та другий 2 лютого 2012 року, після того, як перший виявився недостатньо суттєвим, був створений другий варіант, щоб «зробити його більш ефективним». Варіант 2012 року був підписаний усіма 17 членами єврозони 2 лютого 2012 року, і планувалося ратифікувати та набути чинности до середини 2012 року, коли закінчується термін дії EFSF та EFSM. Договір був укладений виключно державами єврозони, зокрема через те, що Сполучене Королівство відмовилося брати участь у будь-якій фіскальній інтеграції.
Договір про заснування ЄСМ набув чинности 27 вересня 2012 року для 16 підписантів. Естонія завершила їх ратифікацію 3 жовтня 2012 року, через шість днів після того, як договір набув чинности. Однак інавгураційне засідання ЄСМ відбулося лише 8 жовтня, після того, як угода набула чинности для Естонії. Перехід Латвії на євро 1 січня 2014 року було остаточно схвалено Радою з економічних і фінансових питань 9 липня, що дало їй право подати заявку на членство в ЄСМ. Після того, як уряд Латвії дав згоду на приєднання до ЄСМ у листопаді 2013 року, приєдналася 21 лютого 2014 року. Для них договір набув чинности 13 березня 2014 року. Внесок Латвії в ЄСМ становитиме 325 мільйонів євро. Литва прийняла євро 1 січня 2015 року, а 14 січня 2015 року приєдналася до ЄСМ. Вони стали членами 3 лютого 2015 року. Хорватія прийняла євро 1 січня 2023 року, приєдналася до ЄСМ 2 березня 2023 року та стала членом 22 березня 2023 року, коли Договір набув чинности для Хорватії.

### Реакція ЄСМ на пандемію COVID-19
Щоб підтримати держави-члени, які постраждали від пандемії COVID-19, 23 березня 2020 року Європейська Рада призупинила виконання фіскальних правил, включаючи ЄСМ, застосовуючи загальне положення Пакту про стабільність і зростання, і погодилася створити величезний фонд відновлення в розмірі євро. 750 мільярдів під брендом Next Generation EU (NGEU), 23 липня 2020 р. ЄСМ, зі свого боку, запропонував позики на 240 мільярдів євро в травні 2020 року. Але жодна держава не взяла кредит. Фонд NGEU спрямований на інвестиції для подолання економічного спаду, спричиненого COVID-19.

### Реформа договору ЄСМ (2020–2025)
У червні 2015 року було опубліковано оновлений план реформування ЕМС, який передбачав, що в середньостроковій перспективі (між липнем 2017 і 2025 роками) ЄСМ має перетворитися з міжурядової угоди на повністю інтегровану в правову систему ЄС, яка застосовуватиметься до всіх країн-членів єврозони відповідно до компетенції, передбаченої зміненою статтею 136 ДФСЄ до 2025 року. Пропозиції Європейської комісії щодо створення Європейського валютного фонду на заміну ESM були опубліковані в грудні 2017 року.
Після небажання включити ЄСМ до права ЄС, 30 листопада 2020 року міністри фінансів Єврогрупи погодилися внести зміни до договорів, що встановлюють формат ЄСМ та Єдиного фонду врегулювання, які мають ратифікувати всі країни-члени єврозони. Пропозиція щодо реформи була заблокована місяцями через вето італійського уряду. Пропоновані поправки включають:
- Створення ЄСМ як «запобіжного механізму» для Єдиного фонду врегулювання (SRF) через відновлювану кредитну лінію.
- Реформа управління ЄСМ
- Обов’язкове введення положень про колективні дії з єдиною частиною (CAC) у нові випущені суверенні облігації єврозони
- Зміни критеріїв прийнятности до інструментів запобіжної фінансової допомоги
- Уточнення та розширення мандату ЄСМ щодо економічного управління;

Поправки до Договору ЄСМ були підписані 27 січня 2021 року всіма державами-членами єврозони, і їх ратифікація парламентами держав-членів триває. До середини 2023 року всі члени єврозони, крім Італії, ратифікували угоду про внесення змін до ESM. У грудні 2023 року нижня палата парламенту Італії проголосувала проти ратифікації поправок до договору ЄСМ, таким чином призупинивши завершення реформи договору ЄСМ.

## Організація
ЄСМ є міжурядовою організацією, заснованою відповідно до міжнародного публічного права та розташованою в місті Люксембург. У ньому близько 145 співробітників, які також відповідають за EFSF. Організацію очолює керуючий директор, який призначається на п'ятирічний термін. Перший керуючий директор Клаус Реглінґ був призначений у 2012 році.
Кожна держава-член призначає керуючого (і заступника) до ради керуючих, яку може очолювати або президент Єврогрупи, або окремий обраний голова з-поміж самих керуючих. У 2012 році на цю посаду був призначений Жан-Клод Юнкер (Люксембург). Рада складається з міністрів фінансів держав-членів. Рада директорів складається з 20 членів "високої компетенції в економічних і фінансових питаннях". Кожна держава-член призначає одного директора та заступника.

### Інструменти фінансової підтримки
Держави-члени ЄСМ можуть звернутися за допомогою до ЄСМ, якщо вони зазнають фінансових труднощів або якщо їхній фінансовий сектор становить загрозу стабільності та потребує рекапіталізації. Отримання допомоги від ЄСМ залежить від підписання держави-членами меморандуму про взаєморозуміння, який окреслює програму необхідних реформ або фіскальної консолідації, що мають бути здійснені з метою відновлення фінансової стабільности. Ще однією передумовою для отримання допомоги ЄСМ, починаючи з 1 березня 2013 року, буде повна ратифікація державою-членом Європейського фіскального пакту. При зверненні за підтримкою ЄСМ відповідна держава буде проаналізована та оцінена з усіх відповідних питань фінансової стабільности так званою Трійкою (Європейська комісія, ЄЦБ і МВФ) аналізує та оцінює відповідну країну з усіх відповідних питань фінансової стабільности, щоб вирішити, чи надаватиметься один або кілька із цих п’яти різних видів підтримки. програми повинні бути запропоновані:
1. Позика на підтримку стабільности в рамках програми макроекономічної адаптації (державна позика):
 «Буде надано, якщо держава більше не зможе залучати кошти на ринках капіталу для покриття своїх фінансових потреб. Підписаний умовний Меморандум про взаєморозуміння буде зосереджений на вимогах щодо фіскальної консолідації та структурних реформ, спрямованих на покращення суверенної фінансової стабільности».
2. Програма рекапіталізації банку:
 «Буде надано, якщо коріння кризової ситуації в першу чергу знаходиться у фінансовому секторі і не пов’язане безпосередньо з фіскальною чи структурною політикою на державному рівні, коли уряд прагне профінансувати рекапіталізацію за прийнятної вартости запозичень. ESM запропонує лише пакет підтримки рекапіталізації банків, якщо можна встановити, що ні приватний ринок, ні держава-член не зможуть самостійно провести необхідну рекапіталізацію, не викликаючи збільшення фінансових стрес/нестабільність. Розмір необхідної докапіталізації визначається стрес-тестом, розраховуючи суму, необхідну для повного відновлення фінансового сектора для усунення всіх вразливостей. Підтримка з цього пакету ESM призначена для рекапіталізації банку Підписана умовна угода також охоплюватиме вимоги щодо реформ/змін у фінансовому секторі в сферах фінансового нагляду та корпоративного управління. національні закони, що стосуються реструктуризації/санації».
3. Попереджувальна фінансова допомога (PCCL/ECCL):
 «Включати підтримку у формі створення доступних «кредитних ліній», які держава-член ESM може використати, якщо раптово знадобиться. Ця підтримка буде запропонована членам ESM, чиї економічні умови на даний момент є достатньо надійними, щоб підтримувати безперервний доступ до ринкового фінансування, але будучи у нестабільній ситуації, яка вимагає створення адекватної системи безпеки (фінансової гарантії), щоб допомогти забезпечити безперервний доступ до ринкового фінансування структурні реформи для покращення суверенної фінансової стабільности».
4. Механізм підтримки первинного ринку (PMSF):
 «Операції з купівлі облігацій на первинному ринку можуть здійснюватися ESM на додаток до пропозиції звичайних позик у рамках програми макроекономічної адаптації або для вилучення коштів у рамках програми попередження. Цей інструмент буде використовуватися в основному наприкінці програми адаптації. сприяти поверненню країни на ринок і зменшити ризик невдалого аукціону облігацій, щоб приватний ринок підписався на 50% облігацій аукціон, тоді як ESM покриває решту 50%, якщо участь приватного ринку виявиться незначною, PMSF буде скасовано та замінено додатковим перерахуванням коштів з макроекономічної/запобіжної програми. Додаткова угода про взаєморозуміння не буде для цього пакету підтримки, оскільки умови будуть ідентичними до існуючої суверенної позики / програми попередження ».
5. Механізм підтримки вторинного ринку (SMSF):
 «Цей інструмент спрямований на підтримку належного функціонування ринків державного боргу членів ESM у виняткових обставинах, коли відсутність ринкової ліквідности загрожує фінансовій стабільности, з ризиком підштовхнути суверенні процентні ставки до неприйнятного рівня та створити проблеми з рефінансуванням для банківської системи. відповідного члена ESM. Втручання на вторинний ринок ESM має на меті уможливити формування ринку, що забезпечить певну ліквідність боргового ринку та стимулюватиме інвесторів до подальшої участі. Фінансування членів ESM може бути запропоноване як окрема підтримка, або в поєднанні з будь-яким іншим 4 інструментом для членів ESM, які вже отримують суверенну програму допомоги. ; але країна, яка не бере участі в програмі (якщо вона стабільна з точки зору фінансової стабільности; за винятком питання ліквідности), очевидно, повинна буде підписати угоду про взаєморозуміння з умовами політики, викладеними Європейською Комісією в зв’язок з ЄЦБ».

З метою подальшого сприяння підвищенню фінансової стабільности єврозони ЄЦБ вирішив 6 вересня 2012 року автоматично запустити необмежену кількість безкоштовних купівель облігацій, що знижують прибутковість (програма підтримки OMT) для всіх держав єврозони, залучених до суверенної державної допомоги або запобіжних заходів програми від EFSF/ESM, якщо – і до тих пір, поки – буде виявлено, що держава страждає від різкого зниження дохідности облігацій на надмірні рівні; але лише в той момент, коли держава отримає/відновить повний доступ до фінансування ринку - і лише якщо країна все ще дотримується всіх умов підписаної угоди про взаєморозуміння. Держави, які отримують запобіжну програму, а не суверенну допомогу, за визначенням матимуть повний доступ до ринку і, отже, претендуватимуть на підтримку OMT, якщо також страждатимуть від підвищених процентних ставок за державними облігаціями. Що стосується держав, які отримують суверенну допомогу (Ірландія, Португалія та Греція), то вони, з іншого боку, не зможуть претендувати на підтримку ОМТ, поки не відновлять повний доступ до ринку, який ЄЦБ визначає як момент, коли державі вдасться випустити нову десятирічну серію державних облігацій на ринку приватного капіталу.
Спочатку EFSF та ЄСМ могли надавати кредити на підтримку фінансової стабільности лише безпосередньо суверенним державам, що означало, що запропоновані пакети рекапіталізації банків спочатку виплачувалися державі, а потім передавалися постраждалому фінансовому сектору; таким чином, такі кредити обліковувалися як державний борг суверенної держави, що негативно впливало на співвідношення її валового боргу до ВВП та кредитний рейтинг. Наприклад, цей режим було використано, коли ЄСМ створив програму підтримки рекапіталізації банків в Іспанії у 2012-2013 роках.
На саміті ЄС 19 жовтня 2012 року було вирішено, що пакети рекапіталізації банків ЄСМ у майбутньому (починаючи з початку роботи Європейського банківського нагляду 4 листопада 2014 року) будуть виплачуватися безпосередньо фінансовому сектору, тому вони більше не враховуватимуться як державний борг у статистиці. ЄСМ ввів у дію прийнятий механізм «прямої рекапіталізації банків», починаючи з грудня 2014 року, як новий інструмент остаточної підтримки системних банків на етапі їхнього відновлення/виведення з кризи, якщо буде встановлено, що такі банки потребують додаткових коштів на рекапіталізацію після проведення bail-in з боку приватних кредиторів та регульованих виплат з Єдиного Фонду врегулювання. Таким чином, основний захисний механізм для вирішення майбутніх непокритих потреб у рекапіталізації банкротного системного банку забезпечуватиметься залученням приватних кредиторів разом із внесками з Єдиного фонду врегулювання (як регулюється Директивою про відновлення та санацію банків), тоді як Інструмент «прямої рекапіталізації банку» ЄСМ буде потрібний лише як «остаточний захист» у надзвичайних випадках, коли основні резервні кошти виявляються недостатній.

## Перелік керуючих директорів ЄСМ
| № | Портрет                                                     | Ім'я                                                        | термін                               |
| - | ----------------------------------------------------------- | ----------------------------------------------------------- | ------------------------------------ |
| 1 |                                                             | Клаус Реглінґ                                               | 27 вересня 2012 р. – 7 жовтня 2022 р |
| - | Крістоф Франкель (виконуючий обов’язки керуючого директора) | Крістоф Франкель (виконуючий обов’язки керуючого директора) | 8 жовтня 2022 – 30 листопада 2022    |
| 2 |                                                             | П'єр Ґраменья                                               | 1 грудня 2022 р. – дотепер           |

## Внески
Статутний капітал ЄСМ становить 500 мільярдів євро, з яких 81 мільярд є сплаченим капіталом, а решта 420 мільярдів, у разі потреби, будуть позичені шляхом випуску деяких спеціальних зобов’язань ESM на ринках капіталу. Договір ЄСМ передбачає виплату капіталу п'ятьма річними платежами, але Єврогрупа 30 березня 2012 року вирішила, що виплати капіталу мають бути прискорені, а весь капітал сплачений до першої половини 2014 року.
Після того, як ЄСМ отримає весь сплачений капітал від країн єврозони, ЄСМ буде уповноважений затверджувати угоди з порятунку на максимальну суму 500 млрд. євро, а решта 200 млрд. євро фонду будуть призначені як резервний капітал для безпечного інвестування, щоб гарантувати, що випуск облігацій ЄСМ завжди отримуватиме найвищий кредитний рейтинг ААА з найнижчою можливою процентною ставкою на поточний момент часу. 40% сплаченого капіталу буде перераховано 12 жовтня 2012 року, а решта трьох разів у розмірі 20% заплановано на 2-й квартал 2013 року, 4-й квартал 2013 року та 2-й квартал 2014 року. Оскільки кредитна спроможність ЄСМ залежить від суми сплаченого капіталу, вона спочатку становитиме лише 200 мільярдів євро в 4-му кварталі 2012 року, а потім збільшуватиметься на 100 мільярдів євро щоразу, коли завершиться один із трьох переказів капіталу, що залишився. Якщо необхідно, більшість членів правління ЄСМ також може прийняти рішення про прискорення графіка виплат. 1 травня 2013 року ЄСМ повторно підтвердив графік отримання сплаченого капіталу, причому третій транш уже отримано в квітні 2013 року, а потім четвертий у жовтні 2013 року, а останній п’ятий транш заплановано на квітень 2014 року.

## Кредитна діяльність
Наразі Трійка веде переговори з Іспанією та Кіпром щодо створення програми економічного відновлення в обмін на надання фінансової підтримки від ЄСМ. Наразі Кіпр подав заявку як на суверенну позику на 6 мільярдів євро, так і на пакет рекапіталізації банків на 5 мільярдів євро. Однак Кіпр, можливо, також може бути зацікавлений у додаткових пакетах підтримки від інструменту 3/4/5. Згідно з повідомленнями, окрім того, що Іспанія подала заявку на пакет рекапіталізації банків на 100 мільярдів євро в червні 2012 року, тепер також веде переговори щодо отримання фінансової підтримки від пакету запобіжних умовних кредитних ліній (PCCL). Якщо Іспанія подасть заявку та отримає пакет PCCL, незалежно від того, в якому обсязі вона згодом вирішить скористатися цією встановленою кредитною лінією, це в той же час негайно дасть країні право на отримання «безкоштовної» додаткової фінансової підтримки від ЄЦБ у формі купівлі деяких знижуючих дохідність облігацій (OMT).

## Критики
Критики відзначають, що ЄСМ серйозно обмежує економічний суверенітет своїх держав-членів, і критикують те, що він надає широкі повноваження та імунітет раді керуючих ЄСМ без парламентського впливу чи контролю. Такі дослідницькі центри, як Всесвітня пенсійна рада (WPC), стверджують, що ЄСМ є продуктом короткострокового політичного консенсусу, і тому не сприятиме тривалому, згуртованому інституційному рішенню. На їхню думку, глибокий перегляд самого Лісабонського договору є неминучим, якщо Німеччина хоче досягти успіху в нав’язуванні своїх економічних поглядів, оскільки сувора ортодоксальність у бюджетному, фіскальному та регуляторному аспектах обов’язково повинна буде вийти за межі договору в його нинішній формі, таким чином подальше обмеження індивідуальних прерогатив національних урядів.
Італія
В Італії зростає різка критика проти ЄСМ, очолювана ультраправими політичними силами та Рухом п’яти зірок. У результаті уряд Італії протягом кількох місяців блокував переговори щодо запропонованої реформи договору ЄСМ на рівні Єврогрупи.
Естонія
В Естонії група депутатів закликала провести референдум щодо договору. 8 серпня 2012 року під час першого читання законопроєкту про ратифікацію ЄСМ у Рійгікогу Центристська партія Естонії висунула пропозицію відхилити законопроєкт. Проте ця пропозиція була відхилена в парламенті 56 голосами проти, 33 — за.
Німеччина
У Німеччині деякі члени ВДП (ліберальна партія) і ХСС (консервативна баварська партія), обидві незначні партії попередньої урядової коаліції, були проти ЄСМ. Ліві, Піратська партія Німеччини та NPD також виступають проти ЄСМ, остання порівнює його з Законом про ліквідацію бідування народу та держави. Десять членів Бундетагу заснували Альянс проти ЄСМ.
Фінляндія
Обидві опозиційні партії, Істинні фіни і Фінляндський центр виступають проти ЄСМ.
Франція
Лівий фронт і лівий кандидат у президенти Жан-Люк Меланшон виступають проти ЄСМ.
Нідерланди
Соціалістична партія виступає проти ЄСМ. Партія свободи Ґерта Вілдерса виступає проти будь-якого збільшення або систематизації трансфертних платежів з Нідерландів до інших країн ЄС за допомогою таких засобів, як ЄСМ.
Словаччина
Опозиційна ліберальна партія «Свобода і солідарність» є категоричним противником ЄСМ.
Іспанія
Банки в Іспанії були рекапіталізовані ЄСМ, конвертувавши їхній приватний борг у державний і знизивши кредитний рейтинг державного боргу Іспанії.

## Майбутнє
Нова Ганзейська ліга, заснована в лютому 2018 року однодумцями з міністрів фінансів Данії, Естонії, Фінляндії, Ірландії, Латвії, Литви, Нідерландів і Швеції, прагне розвинути Європейський стабілізаційний механізм у повноцінний Європейський валютний фонд, який перерозподілятиме багатство з профіциту торгового балансу до торговельного дефіциту країн-членів ЄС.
У 2020 році аналітичний центр Delors Center запропонував масштабну реформу ESM, включивши її в право Європейського Союзу.